# 梅山 (湖南)
梅山，在今湖南新化縣和安化縣境內山地，山上「峒蛮」（一般認為是瑤族）屢次被北宋入侵，由此流下諸多漢文史料。太平興國二年（977年），翟守素率宋軍俘殺梅山蠻2萬人。

## 地理
《宋史·梅山峒》记载「梅山峒蛮旧不与中国通」。